# Gettjärnen (Norbergs socken, Västmanland)
Gettjärnen är en sjö i Norbergs kommun i Västmanland och ingår i Dalälvens huvudavrinningsområde.